# Ludwig Dietz (Buchdrucker)

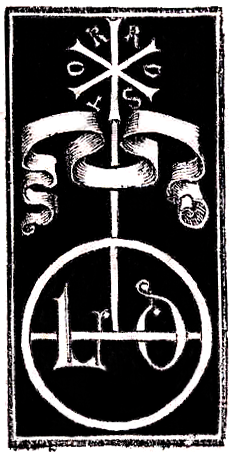
Kleines Druckerzeichen Ludwig Dietz’

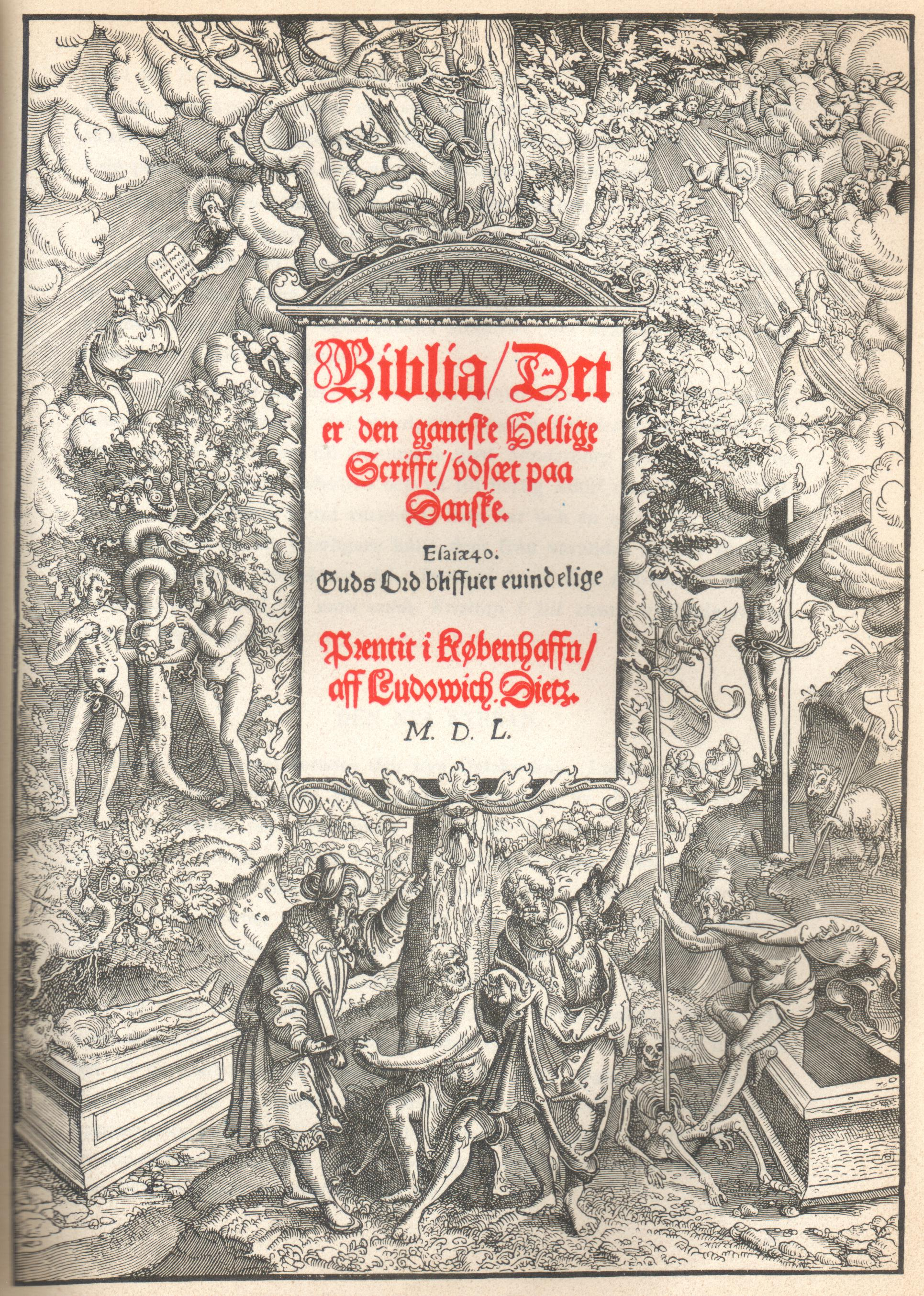
Titelblatt der Bibel Christians III. mit Holzschnitt von Erhart Altdorfer

Ludwig Dietz (* in Speyer; † 1. September 1559 in Rostock) war ein Buchdrucker und Verleger.

## Leben
Ludwig Dietz kam um 1504 nach Rostock. Hier arbeitete er in der Buchdruckerei von Hermann Barckhusen, die er um 1514 übernahm. Eine bedeutende Arbeit dieser Jahre war die Herausgabe des niederdeutschen Narrenschiffs von 1519. Für größere Auftragswerke richtete er Filialen in den Städten ein, in der seine Auftraggeber saßen, so für den Druck und die Herausgabe einer Bibelübersetzung in niederdeutsche Sprache um 1533 in Lübeck. Diese erfolgte 1532/33 unter der Leitung von Johannes Bugenhagen. Vermutlich war auch Hermann Bonnus beteiligt. Dietz arbeitete häufig mit dem Holzschneider Erhart Altdorfer zusammen.
In Kopenhagen errichtete er 1548–1550 eine Zweigstelle, um den Druck der von Christiern Pedersen ins Dänische übersetzten Christian-III.-Bibel zu leiten. Von dieser Übersetzung ließ König Christian III. 3000 Exemplare drucken, eine für die damalige Zeit ungewöhnlich hohe Auflage, damit für jede Kirche Dänemarks ein Exemplar angeschafft werden konnte.
Am 25. April 1558 wurde Dietz Universitätsbuchdrucker in Rostock. 
Ludwig Dietz schuf Meisterstücke früher deutscher Buchkunst und wirkte damit für die Verbreitung wissenschaftlicher Erkenntnisse und politischer Auffassungen.

## Werke (Auswahl)
- Dat nye schip van Narragonien: myt besunderem flyte gemaket/ vnde vp dat nye vil schonen togesetteden hystorien vorlenget vnde erkleert. (vth hochdüdescher jn nedderlendescher sprake ... vorlenget worden). Gedrucket to Rozstock dorch Ludouicum Dietz. 1519
- Lübecker Bibel (1533/34): De Biblia vth der vthlegginge Doctoris Martini Luthers yn dyth düdesche viltich vthgesettet, mit sundergen vnderichtingen, alse man seen mach. Inn der Keyserliken Stadt Lübeck by Ludowich Dietz gedrücket MDXXXIII\
- De Warheyt my gantz fremde ys/ De Truwe gar seltzen/ dat ys gewiß. Reynke Vosz de olde/ nyge gedrücket / mit sidlikem vorstande vnd schonen figuren/ erlüchtet vñ vorbetert. Jn der lauelyken Stadt Rozstock/ by Ludowich Dyetz gedrucket. 1539
- Biblia, Det er den gantske Hellige Scrifft, udsæt paa Danske. Ludowich Dietz, Kopenhagen 1550.